# Accessorize
Accessorize este o companie de retail de îmbrăcăminte din Regatul Unit. Compania deține lanțurile de magazine Monsoon și Accessorize.
Lanțul de magazine Accessorize se ocupă cu comerțul cu accesorii de damă. A fost prezent și în România, în anul 2010 avea 14 magazine, din care 8 în București.